# جیونا اوستینلی
جیونا اوستینلی (زاده ۱۲ مارس ۱۹۸۶) یک آهنگساز سوئیسی-ایتالیایی ساکن در لس آنجلس است.